# Chris Dobson
Sir Christopher Martin "Chris" Dobson, FRS, (8 de outubro de 1949 — Sutton, 8 de setembro de 2019) foi um químico britânico.
Foi professor da cátedra John Humphrey Plummer de química e biologia estrutural da Universidade de Cambridge e mestre do St John's College (Cambridge). Suas pesquisas foram concentradas no campo do enovelamento de proteínas.
Dobson morreu em 8 de setembro de 2019, os 69 anos de idade, devido a um câncer, no hospital Royal Marsden, em Sutton, perto de Surrey.